# Théodore Balsamon
 (février 2013).
Théodore Balsamon (en grec Θεόδωρος ὁ Βαλσαμών) est un ecclésiastique byzantin né à Constantinople vers 1130/1140, mort dans la même ville vers 1195/1200. Le plus éminent des canonistes byzantins, il est élu comme patriarche d'Antioche en exil (les Latins occupant son siège) entre 1185 et 1191 (Théodore IV).

## Biographie
Diacre de la cathédrale Sainte-Sophie de Constantinople, il devient νομοφύλαξ (« gardien des lois ») et χαρτοφύλαξ (archiviste du patriarcat) sous le pontificat de Michel III d'Anchialos (1170/78). Il est également premier prêtre de l'église des Blachernes, près du palais impérial. Il entreprend ses grands commentaires à la demande de l'empereur Manuel Ier et de Michel d'Anchialos, mais les dédie à Georges Xiphilin (1191/98).

## Œuvre
Son œuvre comprend :
- un commentaire au Nomocanon en quatorze titres de Photius (portant donc sur les rapports entre canons ecclésiastiques et législation civile, avec distinction des lois toujours en vigueur et de celles qui ne le sont plus, citation des lois des Basiliques alléguées, corpus dont Balsamon avait une version plus complète que la nôtre, et décisions des conciles et des empereurs intervenues depuis les Basiliques) ;
- un commentaire sur les canons des apôtres[2], des sept conciles œcuméniques reconnus par l'Église grecque, du concile de Carthage (c'est-à-dire le code de l'Église d'Afrique de l'Antiquité tardive), des cinq conciles particuliers de l'Église d'Orient[3] et des épîtres canoniques de Basile de Césarée et de Grégoire de Nysse ;
- une collection de constitutions ecclésiastiques nommée Παράτιτλα, c'est-à-dire des lois tirées des Basiliques relatives à la religion qui sont classées par matières (en trois parties : 1. textes du code ; 2. textes du Digeste et des Institutes ; 3. Novelles) ;
- des réponses faites à des demandes du patriarche Marc III d'Alexandrie (environ 70) « au nom des chrétiens qui vivent dans les pays et possessions des Sarrazins »
- un recueil de huit autres réponses à des questions diverses ;
- des lettres sur des points particuliers, dont : une lettre au peuple d'Antioche sur les jeûnes de l'année liturgique ; une autre à Théodose, supérieur du monastère de Papikios, sur l'admission des novices ; une autre au patriarche de Grado, contre ce titre de patriarche et sur la question des azymes.

Les parties principales de cette œuvre (y compris les réponses à Marc d'Alexandrie), travaux commandés par le patriarche de Constantinople et son synode, et publiés sous leur autorité, ne sont pas simplement l'expression de l'opinion d'un juriste éminent, mais ont un caractère officiel dans l'Église orthodoxe. Ce corpus contient de nombreux documents historiques précieux qui ne se trouvent nulle part ailleurs.
Le Commentarius in Canones SS. Apostolorum, &c est traduit en latin par Gentien Hervet pendant le concile de Trente, et cette traduction publiée à Paris par Guillaume Morel en 1561 (avec le texte grec, Imprimerie royale, 1620) ; une meilleure édition en est faite à Oxford en 1672 par William Beveridge dans son Synodikon sive Pandectæ canonum. Le commentaire sur le Nomocanon est publié avec celui-ci, d'abord en traduction latine par Henri Agylée à Bâle en 1561, ensuite, avec le grec, par Christophe Justel à Paris en 1615 (Nomocanon Photii Patriarchæ Constantinopolitani cum commentariis Theodori Balsamonis Patriarchæ Antiocheni). Les Constitutions ecclésiastiques sont d'abord publiées en traduction latine par Jean Leunclavius (Jus græco-romanum, Francfort, 1596), et le texte grec l'est par Christophe Justel, puis Charles Annibal Fabrot (dans son édition des Basiliques, accompagnée des commentaires). Les réponses aux demandes du patriarche Marc d'Alexandrie sont publiées en grec et latin, à Paris en 1573, par Ennemond Bonnefoy et Henri Estienne (Theodori Balsamonis Responsa ad quæstiones LXIV canonicas Patriarchæ Alexandrini Marci), texte repris ensuite par Leunclavius. L'édition de référence du droit canon de l'Église grecque orthodoxe est celle de G. A. Rhallès et M. Potlès, Σύνταγμα τῶν θείων καὶ ἱερῶν κανόνων, 6 vol., Athènes, G. Charophylakos, 1852-59 (réimpr. 1966). Les commentaires de Théodore Balsamon se trouvent également en PG, occupant les volumes 137 et 138 (reprise du texte de W. Beveridge ; le commentaire sur le Nomocanon se trouve également dans le vol. 104 avec les œuvres de Photius).

## Autres éditions
- Emmanuel Miller (éd.), « Lettres de Théodore Balsamon », Annuaire de l'Association pour l'encouragement des études grecques en France, 1884, p. 8-19.
- Konstantin Horna (éd.), « Die Epigramme des Theodoros Balsamon », Wiener Studien 25, 1903, p. 165-217.
- Egbert Forsten (éd.), Collectio tripartita. Justinian on religious and ecclesiastical affairs, Groningue, N. van der Wal et B. H. Stolte, 1994.